# Convento de la Victoria (Sevilla)

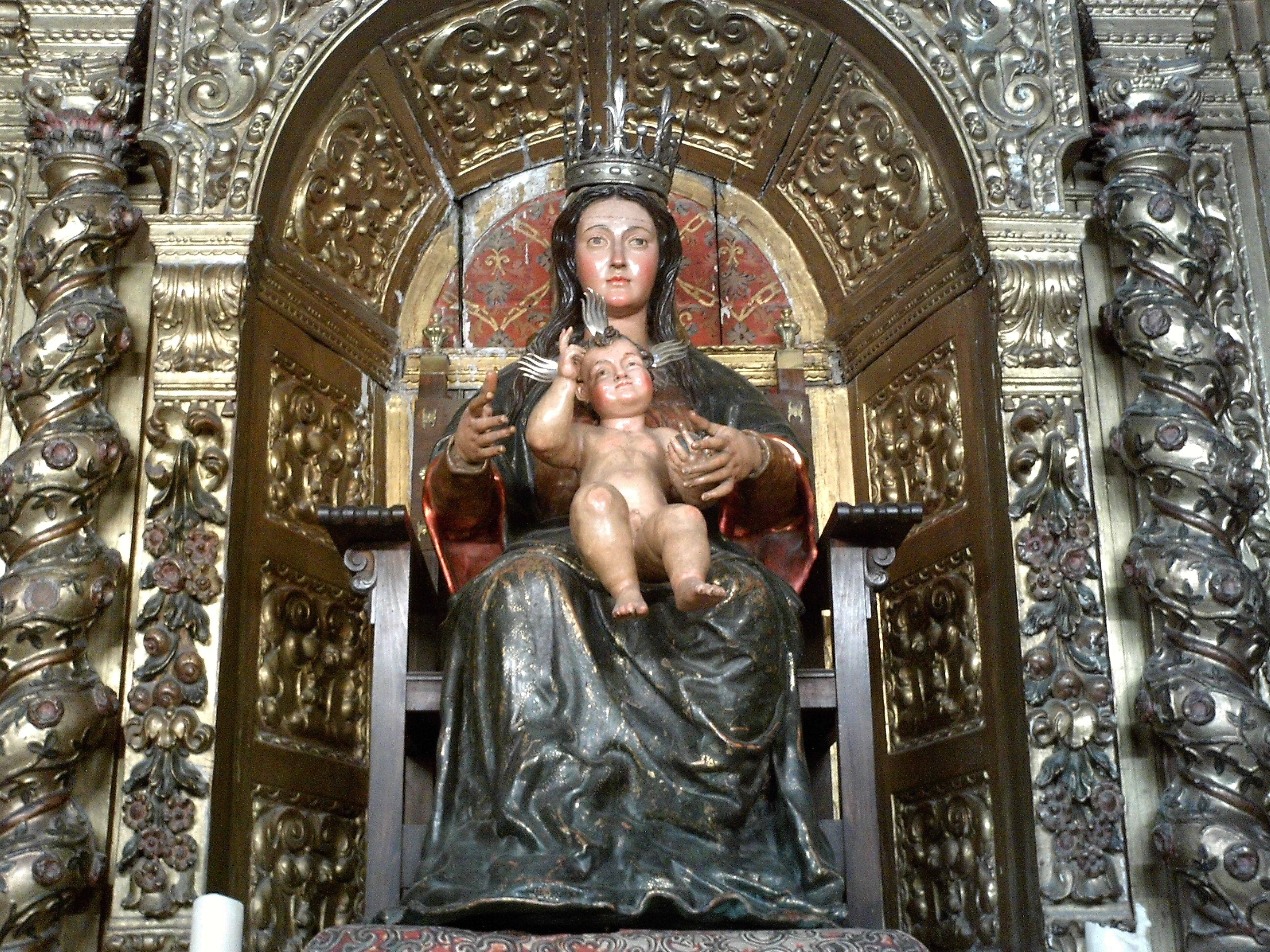
Virgen de la Victoria en la Iglesia de Santa Ana.

El convento de Nuestra Señora de la Victoria se fundó en el siglo XVI en Sevilla (Andalucía, España). Desamortizado en 1835, era de la Orden de los Mínimos de San Francisco de Paula.

## Ubicación
El convento estaba situado en el barrio de Triana, cerca de la orilla del Guadalquivir y cerca también del Convento de los Remedios.

## Historia
En 1512 el provincial de los mínimos, Pedro de Almodóvar, y diez frailes profesos del Convento de la Victoria de Écija obtuvieron licencia del arzobispo Diego de Deza para fundar un convento de esta orden en Sevilla. En 1512 se instalaron intramuros de la ciudad, junto a la Iglesia de San Miguel. En 1516 se trasladaron a Triana, donde les fueron cedidos por una hermandad la ermita y el hospital de San Sebastián, que también contaba con terrenos de huertas. A cambio, la hermandad tendría una capilla en el templo, los mínimos celebrarían todos los años el Día de San Sebastián y darían un cierto número de misas por la hermandad. En 1517 el convento fue consagrado a Nuestra Señora de la Victoria. Al principio emplearon como templo la antigua ermita de San Sebastián. Las obras de la nueva iglesia terminaron en 1524.
En el templo del convento tuvo lugar la jura de lealtad de Magallanes ante las banderas para las cinco naves de la expedición a las islas de las Especias. Magallanes legó dinero al Convento de la Victoria y pidió en su testamento ser enterrado allí, deseo que no se cumplió porque murió durante la expedición. El lunes 8 de septiembre de 1522, día de la Virgen de la Victoria, Juan Sebastián Elcano y los otros 17 supervivientes regresaron a Sevilla en la nao Victoria después de dar la primera vuelta al mundo. El martes 9 de septiembre los marineros bajaron de la nao descalzos y con un cirio en la mano y se presentaron primero frente a la Virgen de la Victoria del convento y luego ante la Virgen de la Antigua de la catedral, como había prometido "en momentos de angustia" durante la travesía.

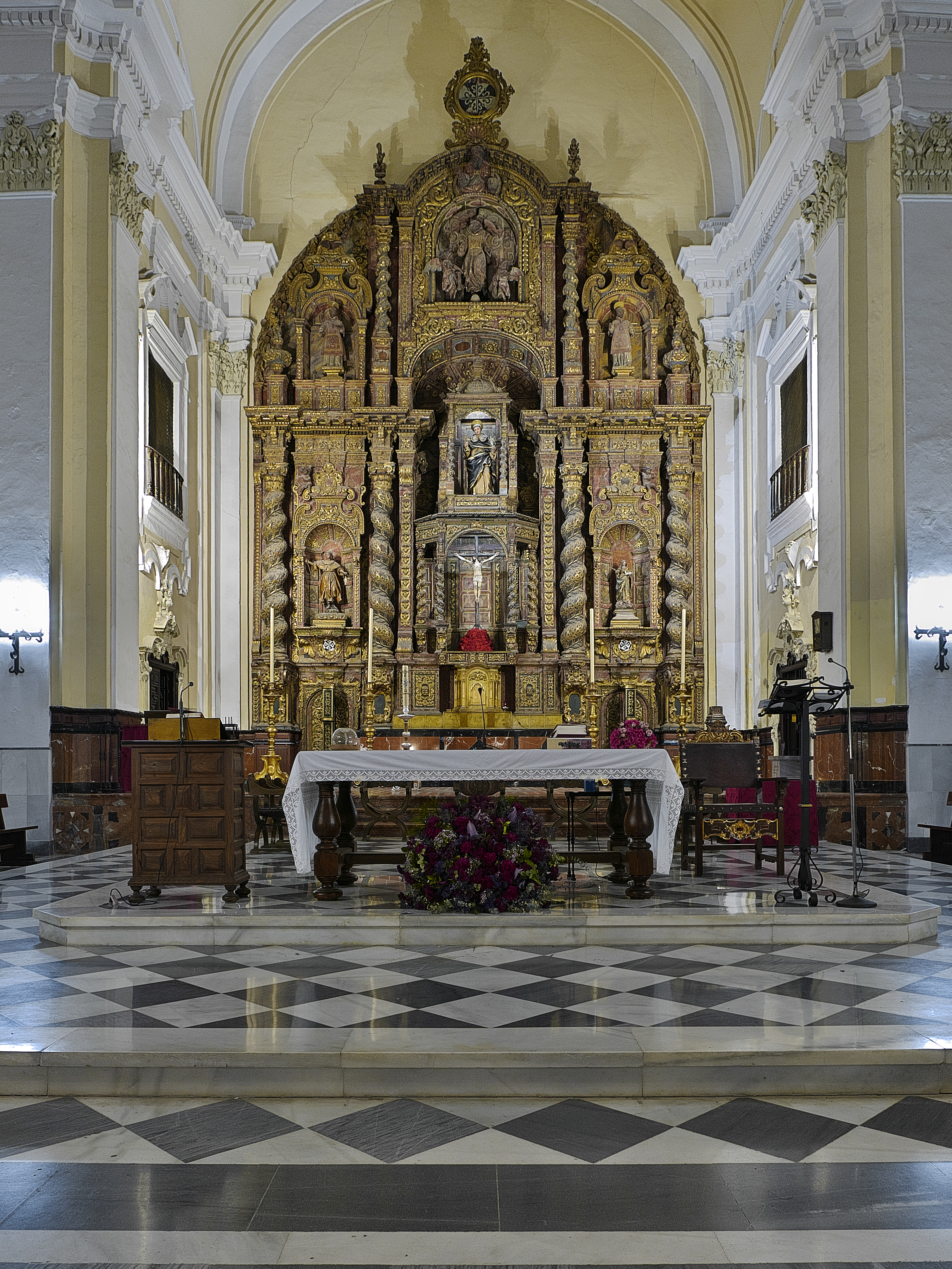
Retablo mayor, trasladado a la Iglesia de San Jacinto (Sevilla)

El mayor benefactor del convento fue Francisco Duarte de Mendicoa, proveedor general de la Armada y de los Ejércitos en el siglo XVI. Con sus donaciones, se construyó la capilla mayor de la iglesia conventual. Francisco Duarte y su esposa, Catalina de Alcocer, fueron enterrados en la iglesia. Sobre su tumba se encontraba un relieve de bronce de ambos cónyuges realizado en torno a 1555. Este relieve fue trasladado en 1840 a la Iglesia de la Anunciación. En la actualidad, se conserva en la que fue la cripta de ese lugar, que es el Panteón de Sevillanos Ilustres.
En 1704 el convento sufrió un incendio. La reedificación de unas partes y las restauración de las otras terminó en 1707.
A finales del siglo XVIII en el convento había 80 sacerdotes, 22 coristas, un gran número de novicios y una hospedería para religiosos de la orden.
En el año 1800 hubo una epidemia de fiebre amarilla y, a instancias del ayuntamiento, el convento habilitó dos salas para atender a los enfermos. En agosto de ese año hubo 430 enfermos.
En 1810, con la invasión francesa de Sevilla, el convento fue exclaustrado. La iglesia se mantuvo abierta al público. En 1814 un pequeño grupo de mínimos regresó y se instaló en unas casas anejas al mismo. La desamortización de 1835 puso fin a esta comunidad de religiosos. La iglesia se mantuvo abierta al público hasta la década de 1840.
El antiguo convento y la iglesia fueron derribados en el siglo XIX. Posteriormente, se instalaron en esta parcela los paúles. En 1950 se instalaron los maristas y se hicieron otras edificaciones modernas.

## Hermandades
En el lugar se encontraba la Hermandad de San Sebastián, que tuvo su capilla en la iglesia del convento.
En 1560 se fundó en este convento la Hermandad de Nuestra Señora de la Estrella y San Francisco de Paula, por personas dedicadas a los viajes a las Indias y a carenar bajeles. Los mínimos les cedieron un lugar anejo a la iglesia para que construyeran una capilla propia y otro lugar en el interior de la iglesia para que celebrasen sus cabildos.
En 1644 se fundó en la ermita del hospital de la Candelaria, también en Triana, la Cofradía del Santo Cristo de las Penas, Triunfo de la Santa Cruz y Amparo de María Santísima. En 1675 se unió a la Hermandad de la Estrella, que tuvo la sede en su capilla. En 1835 la hermandad se trasladó a la Iglesia del Convento de San Jacinto, de los dominicos. En 1976 la Hermandad de la Estrella se trasladó a una capilla propia en la calle San Jacinto de Triana.
A mediados del siglo XVII se fundó en este convento la Hermandad de la Entrada Triunfante en Jerusalén y Nuestra Señora del Desamparo. Esta se unió a la Hermandad de San Sebastián en 1668. Esta hermandad permaneció en su capilla de la iglesia conventual hasta la desamortización, en 1835. Se trasladó a la iglesia del Convento de Nuestra Señora de los Remedios, de los carmelitas, que conservaba su iglesia abierta como templo gestionado por la parroquia de Santa Ana. Permaneció en esta iglesia hasta que fue cerrada por el régimen surgido tras la Revolución de 1868.

## Patrimonio procedente del convento

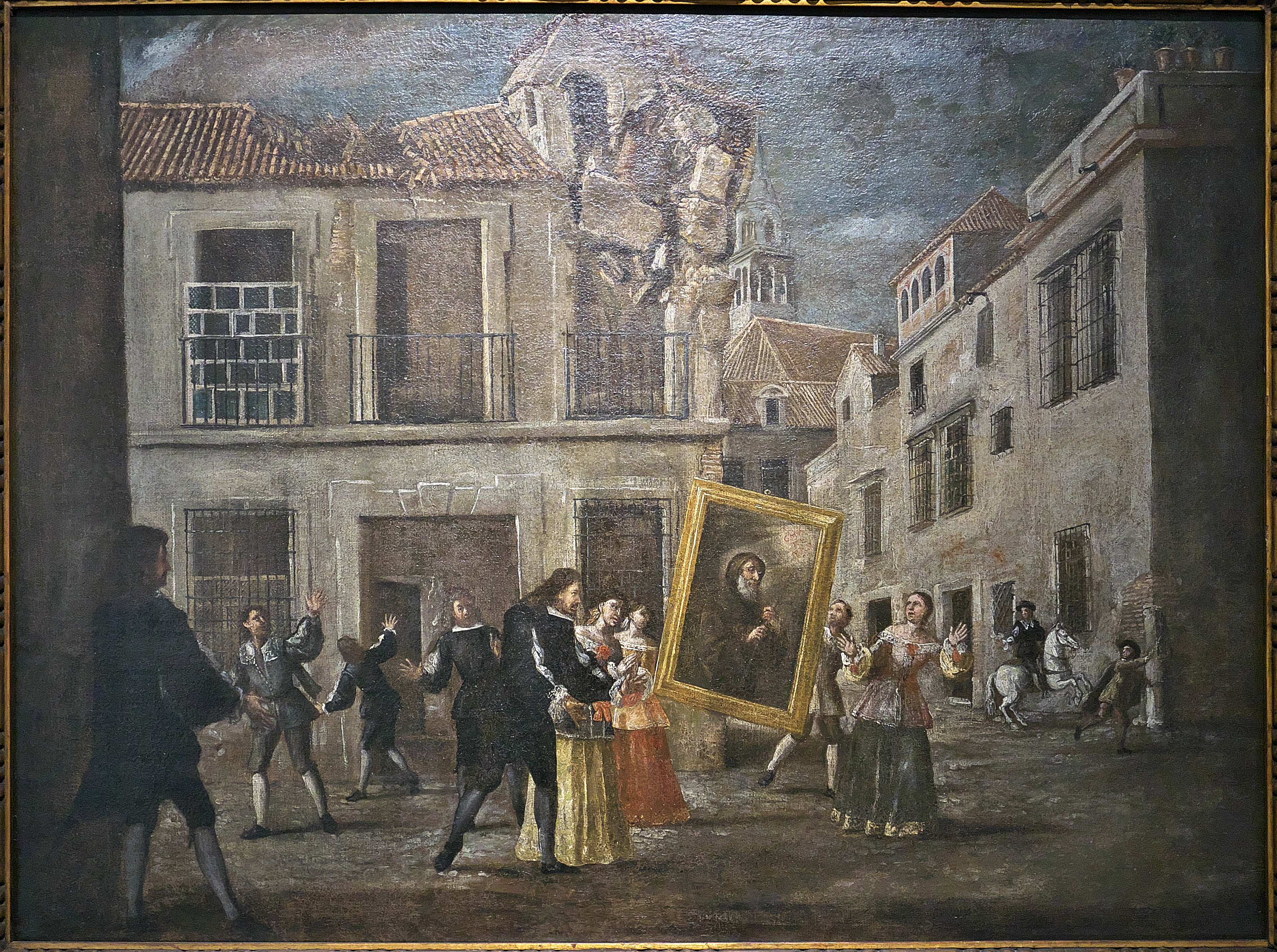
Serie de la Vida y Milagros de San Francisco de Paula, Lucas Valdés (Museo de Bellas Artes de Sevilla)

- Relieve de bronce del sepulcro de Francisco Duarte y Catalina de Alcócer. Anónimo. Hacia 1555. Panteón de Sevillanos Ilustres.[14]
- Retablo mayor. Anónimo. Hacia 1690. Iglesia de San Jacinto. Sevilla.[14]
- Virgen de la Victoria. Anónimo. siglo XVI. Iglesia de Santa Ana. Sevilla.[14]

- Cuadros de la vida de san Francisco de Paula. Anónimo. Mediados del siglo XVIII. Santuario de San Francisco de Paula. Roma.[15]
  - Llamada misteriosa en la casa natal de san Francisco de Paula.
  - Aparición de las tres coronas y tiara sobre la cabeza de san Francisco de Paula.
  - San Miguel dando el hábito y emblema de la orden a san Francisco de Paula.
  - Milagro del cordero.
  - Milagro del pez.
  - Pasaje del estrecho de Mesina.
  - Milagro de la herradura.
  - Sangre en la moneda rota.
  - Resurrección de tres niños en Lima.
  - Martirio de san Francisco de Paula.
  - Muerte de san Francisco de Paula.